# Folgosinho
Folgosinho é uma povoação portuguesa sede da Freguesia de Folgosinho do município de Gouveia, freguesia com 51,69 km² de área e 442 habitantes (censo de 2021), tendo, por isso, uma densidade populacional de 8,6 hab./km².
Foi vila e sede de concelho entre 1187 e 1836. Este era constituído apenas pela freguesia da sede. Localiza-se na vertente Noroeste da Serra da Estrela, atingindo os 930 metros de altitude.
Pertence à rede de Aldeias de Montanha.

## Património
- Castelo de Folgosinho[5] - assenta num filão de quartzo (geossítio BG17 do Geopark Estrela)
- Lugar do Outeiro (sítio arqueológico)[6]
- Calçadas:
  - Troço de calçada romana dos Galhardos[7]
  - Medieval da Serra de Baixo ou dos Cantarinhos
- Pelourinho de Folgosinho
- Capela de São Faustino
- Igreja de São Pedro
- Fonte do Gorgulhão
- Ermida da Nossa Senhora da Assedace

## Demografia
A população registada nos censos foi:
| Distribuição da População por Grupos Etários | Distribuição da População por Grupos Etários | Distribuição da População por Grupos Etários | Distribuição da População por Grupos Etários | Distribuição da População por Grupos Etários |
| -------------------------------------------- | -------------------------------------------- | -------------------------------------------- | -------------------------------------------- | -------------------------------------------- |
| Ano                                          | 0-14 Anos                                    | 15-24 Anos                                   | 25-64 Anos                                   | > 65 Anos                                    |
| 2001                                         | 64                                           | 57                                           | 249                                          | 210                                          |
| 2011                                         | 42                                           | 49                                           | 198                                          | 210                                          |
| 2021                                         | 32                                           | 38                                           | 197                                          | 175                                          |

## Equipamentos municipais
- Bombeiros Voluntários de Folgosinho
- Jardim de Infância e Escola EB1 de Folgosinho

## Festas
- Festa da Castanha (outubro ou novembro)
- Romaria à Senhora da Assedace (8 de setembro)